# Réserve Omaha
La réserve Omaha est une réserve indienne qui appartient à la tribu des Omahas et qui se situe principalement dans la partie sud du comté de Thurston et dans la partie nord des comtés voisins de Cuming et Burt dans l’État du Nebraska, en plus de quelques parcelles dans l'Iowa dans le comté de Monona. Selon l'American Community Survey, la population de la réserve est de 4 638 individus. Le siège du gouvernement tribal est à Macy. Les villages principaux de la réserve son Rosalie, Pender, Walthill et Bancroft. 

## Histoire

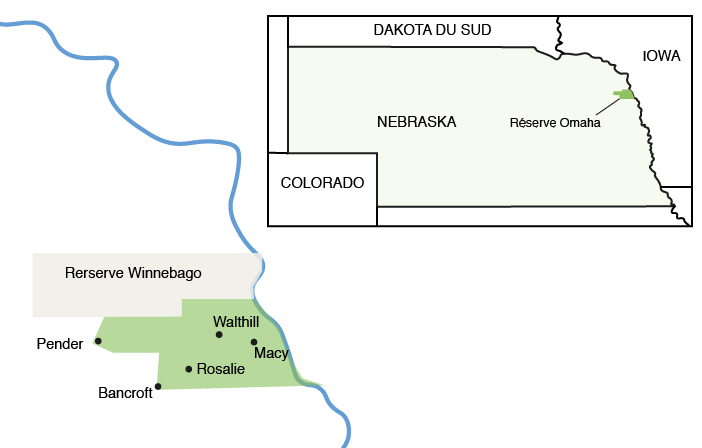
Détail de la réserve Omaha.

Dans les années 1850, sous la pression des Blancs qui ne cessent d’empiéter sur le territoire de la tribu, les Omahas doivent entamer des négociations avec le gouvernement américain. En 1815 et 1825, les Omahas avaient déjà signé des traités d’amitié avec les États-Unis sans renoncer à aucune de leurs terres, jusqu’en 1830 où ils signent les premiers actes de cessation de terres dans l’Iowa. Suivront, avec d’autres tribus, la cessation de territoires dans le Missouri en 1838.
En 1854, les Omahas désignent sept chefs pour accompagner l'agent fédéral James M. Gatewood à Washington et conclure les négociations : Joseph LaFlesche (Iron Eye), Two Grizzly Bears, Standing Hawk, Little Chief, Village Maker, Noise et Yellow Smoke. Logan Fontenelle et Louis Saunsouci les accompagnent en tant qu’interprètes.
Les États-Unis les convainquent de renoncer à une grande partie de leur territoire restant, soit près de 6 000 000 acres (2 400 000 ha) en échange d’une réserve de 300 000 acres (120 000 ha), d’une compensation financière de 25 000 $ (soit moins d’un demi cent pour une acre) et d’une protection militaire contre les attaques Sioux.
En 1865, les Omahas doivent se séparer de presque 162 km2 pour accueillir la tribu Winnebago au nord de la réserve. 
Dans les années 1890, à la suite du Dawes Act, les Omahas ne possèdent plus de terres en tant que tribu car les parcelles de la réserve sont divisées en lots individuels attribués à chaque membre de la tribu. La loi impose un système de propriété foncière privée pour les membres des tribus indiennes qui mettaient alors leurs terres en commun. Des lots d'environ 160 acres (65 ha) sont distribués. Cependant la réserve existe toujours.
Les Omahas, au fil des années, vont continuer de mettre en commun certaines terres. Aujourd'hui, la réserve Omaha couvre 796 km2.

## Administration
Le siège du gouvernement tribale est à Macy. L'administration tribale comprend les départements suivants : finances, ressources humaines, gestion des opérations, administration et réception.